# Rio Furado
Rio Furado är ett vattendrag i Brasilien.   Det ligger i delstaten Bahia, i den östra delen av landet, 1 000 km öster om huvudstaden Brasília.